# Petrell de Bulwer
El petrell de Bulwer (Bulweria bulwerii) és un ocell marí de la família dels procel·làrids (Procellariidae), d'hàbits pelàgics, habita als Oceans Atlàntic i Pacífic.

## Descripció
El petrel de Bulwer és un ocell petit i esvelt amb ales llargues i estretes i la cua llarga. És completament de color marró fosc excepte per les barres diagonals de color beix a les ales superiors. El vol sol ser baix sobre l'aigua, amb menys ondulacions que altres petrells. Nia en petits illots davant de Kauai, Oahu i Maui, i a la majoria de les illes del nord-oest de Hawaii. Es veu habitualment mar endins des de vaixells i de vegades des de la costa. El crit, que només se sent a les colònies de cria, és un lladruc suau.

## Distribució i hàbitat
L'espècie té una àmplia distribució a través de les regions tropicals i subtropicals dels oceans Atlàntic, Índic i Pacífic, és resident durant tot l'any a Cap Verd, Xina, Guaiana Francesa, Indonèsia, Japó, Malàisia, Mauritània, Marroc, Santa Helena, Ascensió i Tristan da Cunha, Senegal i Taiwan, es reprodueix a les illes macaronèsies i Portugal continental a l'Atlàntic; i des de l'est de la Xina i les illes Bonin, cap a l'est fins a les illes hawaianes, les illes Marqueses, les illes menors perifèriques dels Estats Units i Kiribati al Pacífic. És un ocell marí i altament pelàgic, generalment es troba lluny de terra excepte durant la temporada de cria.
Aquesta espècie s'ha vist a Europa com a rar vagant a Irlanda, els Països Baixos, França i Itàlia.
També ha aparegut com a ocell errant a Amèrica del Nord, amb albiraments rars lluny de la costa de Califòrniai Carolina del Nord i Austràlia.Comportament

### Reproducció
Els nius es construeixen en caus, vegetació, coves/esquerdes de penya-segats i sota deixalles artificials i fusta flotant a la costa. No excava aquests caus.
La temporada de reproducció del petrell de Bulwer comença a l'abril i al maig. Quan es reprodueix, sempre torna al mateix niu i s'aparella amb la mateixa parella. Les parelles reproductores formen colònies de 7.000-9.000 parelles durant la temporada de reproducció.
Aquest petrell fa una posta d'un ou, tot i que els ocells joves i inexperts ocasionalment ponen dos ous. L'ou és de color blanc beix i sol mesurar 42 per 30 mil·límetres. Ambdós sexes incuben els ous durant un període de 42 a 46 dies. També alimenten els pollets.

### Alimentació
El petrell de Bulwer és altament pelàgic i rarament es troba a prop de terra (excepte durant la temporada de cria). La dieta consisteix principalment en peixos petits (com sardines) i calamars, amb alguns crustacis addicionals (com crancs, krill i gambes) i plàncton.

## Amenaces
A l'Atlàntic nord-oriental, l'espècie és depredada per gats, rates domèstiques i invertebrats endèmics. Els gats salvatges es consideren un dels principals impulsors de la distribució actual de l'espècie. A les Açores, les zones de cria es restringeixen a penya-segats escarpats per evitar la depredació dels gats. En una colònia de Madeira, s'ha registrat la depredació dels pollets de baldriga per part de sargantanes de Madeira en fins a un 10% dels nius, tot i que és molt poc probable que tingui un impacte en l'espècie a escala poblacional. La gran colònia de les illes Desertes pateix una intensa explotació humana per obtenir aliment o esquers per a peixos, que també es produeix a un nivell més baix en altres llocs de l'Atlàntic nord-oriental, tot i que no a les illes Salvatges després de la declaració de les illes com a reserva natural.
Es creu que el petrell de Bulwer pateix un risc elevat de mortalitat per vessaments de petroli i altres contaminacions marines, inclosa la contaminació lumínica a la nit. Els desenvolupaments turístics i recreatius poden reduir l'hàbitat disponible a les colònies de cria.

## Taxonomia
El petrell de Bulwer va ser descrit formalment el 1828 pels naturalistes William Jardine i Prideaux John Selby, que van encunyar el nom binomial Procellaria bulwerii. L'epítet específic va ser escollit per reconèixer l'artista i naturalista James Bulwer, que havia recollit l'espècimen tipus a l'illa de Madeira. El petrell de Bulwer ara es troba dins del gènere Bulweria, que va ser introduït el 1843 pel naturalista francès Charles Lucien Bonaparte.
L'espècie és monotípica: no es reconeixen subespècies.